# Wereldkampioenschappen zwemmen 2009 – 4×200 meter vrije slag mannen
De 4×200 meter vrije slag mannen op de Wereldkampioenschappen zwemmen 2009 vond plaats op 31 juli 2009, series en finale. Op dit onderdeel mogen de zwemmers zelf bepalen in welke slag ze de wedstrijd zwemmen (in tegenstelling tot de rugslag, schoolslag en vlinderslag nummers), bijna alle zwemmers maken gebruik van de borstcrawl. Omdat het zwembad waarin de wedstrijd gehouden werd 50 meter lang is, bestond de race uit zestien baantjes. De acht snelste ploegen uit de series kwalificeerden zich voorde finale. Het team van de Verenigde Staten prolongeerde zijn wereldtitel in een nieuw wereldrecord van 6.58,55.

## Podium
| Goud                                                                                                   | Goud | Zilver | Zilver | Brons                                                                                     | Brons |
| --- | ---- | --- | ------ | ----------------------------------------------------------------------------------------- | ----- |
| Michael Phelps Ricky Berens David Walters Ryan Lochte Daniel Madwed* Davis Tarwater* Peter Vanderkaay* | USA  | Nikita Lobintsev Michail Politsjoek Danila Izotov Aleksandr Soechoroekov Jevgeni Lagoenov* Sergej Peroenin* | RUS    | Kenrick Monk Robert Hurley Tommaso D'Orsogna Patrick Murphy Nicholas Ffrost* Kirk Palmer* | AUS   |

* Zwemmers van wie de namen schuingedrukt staan zwommen enkel in de series.

## Records
Voorafgaand aan het toernooi waren dit het wereldrecord en het kampioenschapsrecord
| Wereldrecord         | Verenigde Staten Michael Phelps Ryan Lochte Ricky Berens Peter Vanderkaay | 6.58,56 | Beijing, China       | 12 augustus 2008 |
| Kampioenschapsrecord | Verenigde Staten Michael Phelps Ryan Lochte Klete Keller Peter Vanderkaay | 7.03,24 | Melbourne, Australië | 30 maart 2007    |

## Uitslagen

### Series
| Rang | Serie | Baan | Namen                                                                      | Nationaliteit                | Tijd    | Bijz. |
| ---- | ----- | ---- | -------------------------------------------------------------------------- | ---------------------------- | ------- | ----- |
| 1    | 3     | 4    | Ricky Berens Daniel Madwed Davis Tarwater Peter Vanderkaay                 | Verenigde Staten             | 7.03,30 |       |
| 1    | 3     | 3    | Shogo Hihara Yoshihiro Okumura Shunsuke Kuzuhara Takeshi Matsuda           | Japan                        | 7.03,30 |       |
| 3    | 1     | 4    | Nicholas Ffrost Robert Hurley Kirk Palmer Tommaso D'Orsogna                | Australië                    | 7.05,56 |       |
| 4    | 3     | 6    | Paul Biedermann Felix Wolf Yannick Lebherz Clemens Rapp                    | Duitsland                    | 7.05,62 |       |
| 5    | 1     | 5    | Robert Renwick Andrew Hunter David Davies David Carry                      | Verenigd Koninkrijk          | 7.06,11 |       |
| 6    | 2     | 4    | Jevgeni Lagoenov Michail Politsjoek Sergej Peroenin Aleksandr Soechoroekov | Rusland                      | 7.06,44 |       |
| 7    | 2     | 3    | Jean Basson Darian Townsend Jan Albert Venter Sebastien Rousseau           | Zuid-Afrika                  | 7.08,01 |       |
| 8    | 3     | 5    | Cesare Sciocchetti Massimiliano Rosolino Gianluca Maglia Damiano Lestingi  | Italië                       | 7.08,07 |       |
| 9    | 2     | 6    | László Cseh Peter Bernek Zoltan Pouazsay Gergő Kis                         | Hongarije                    | 7.08,24 |       |
| 10   | 3     | 2    | Thiago Pereira Rodrigo Castro Lucas Salatta Nicolas Oliveira               | Brazilië                     | 7.09,71 |       |
| 11   | 2     | 5    | Colin Russell Stefan Hirniak Blake Worsley Joel Greenshields               | Canada                       | 7.09,91 |       |
| 12   | 1     | 6    | Paweł Korzeniowski Konrad Czerniak Lukasz Wojt Pawel Rurak                 | Polen                        | 7.12,10 |       |
| 13   | 2     | 2    | Cesar Faria Jorge Maia Diogo Carvalho Fabio Pereira                        | Portugal                     | 7.16,48 |       |
| 14   | 2     | 0    | Glenn Surgeloose Pholien Systermans Stef Verachten Yoris Grandjean         | België                       | 7.17,43 |       |
| 15   | 1     | 3    | Yang Sun Tong Xin Tengfei Shi Zuo Chen                                     | China                        | 7.20,50 |       |
| 16   | 1     | 2    | Daniele Tirabassi Roberto Gomez Alejandro Gomez Crox Acuña                 | Venezuela                    | 7.20,56 |       |
| 17   | 1     | 9    | David Karasek Dominik Meichtry Duncan Furrer Simon Rabold                  | Zwitserland                  | 7.22,63 |       |
| 18   | 3     | 7    | Artur Dilman Oleg Rabota Stanislav Kuzmin Dmitriy Gordiyenko               | Kazachstan                   | 7.33,08 |       |
| 19   | 1     | 7    | Petr Romashkin Danil Bugakov Sobitjon Amilov Daniil Tulupov                | Oezbekistan                  | 7.34,71 |       |
| 20   | 2     | 1    | ChiChieh Hsu JuiTing Chien KaiWen Pan KuanTing Lin                         | Chinees Taipei               | 7.36,83 |       |
| 21   | 2     | 7    | Kai Quan Yeo Wen Hao Joshua Lim Xue Wei Nicholas Tan Clement Lim           | Singapore                    | 7.38,54 |       |
| 22   | 1     | 1    | Mandar Divase Virdhawal Khade Rehan Poncha Ashwin Menon                    | India                        | 8.07,84 |       |
| 23   | 2     | 8    | Mohammed Al Ghaferi Ali Al Kaabi Mubarak Al Besher Obaid Aljesmi           | Verenigde Arabische Emiraten | 8.07,89 |       |
| 24   | 3     | 8    | Tong Antonio Kuan Fong Lao Wing Cheung Victor Wong Pok Man Ngou            | Macau                        | 8.08,63 |       |
| 25   | 2     | 9    | Neil Agius Edward Caruana Dingli Mark Sammut Andrea Agius                  | Malta                        | 8.11,66 |       |
| 26   | 3     | 0    | Endi Babi Mario Sulkja Jon Pepaj Sidni Hoxha                               | Albanië                      | 8.25,33 |       |
| 27   | 1     | 8    | Eli Ebenezer Wong Cooper Graf Shin Kimura Kailan Staal                     | Noordelijke Marianen         | 8.35,74 |       |

### Finale
| Rang   | Baan | Namen                                                                    | Nationaliteit       | Tijd    | Bijz. |
| ------ | ---- | ------------------------------------------------------------------------ | ------------------- | ------- | ----- |
| Goud   | 4    | Michael Phelps Ricky Berens David Walters Ryan Lochte                    | Verenigde Staten    | 6.58,55 | WR    |
| Zilver | 7    | Nikita Lobintsev Michail Politsjoek Danila Izotov Aleksandr Soechoroekov | Rusland             | 6.59,15 |       |
| Brons  | 3    | Kenrick Monk Robert Hurley Tommaso D'Orsogna Patrick Murphy              | Australië           | 7.01,65 |       |
| 4      | 5    | Sho Uchida Yoshihiro Okumura Shogo Hihara Takeshi Matsuda                | Japan               | 7.02,26 |       |
| 5      | 6    | Paul Biedermann Felix Wolf Yannick Lebherz Clemens Rapp                  | Duitsland           | 7.03,19 |       |
| 6      | 8    | Emiliano Brembilla Gianluca Maglia Marco Belotti Filippo Magnini         | Italië              | 7.03,48 |       |
| 7      | 2    | Robert Renwick Robert Bale David Carry Ross Davenport                    | Verenigd Koninkrijk | 7.05,67 |       |
| 8      | 1    | Jean Basson Darian Townsend Jan Albert Venter Sebastien Rousseau         | Zuid-Afrika         | 7.08,51 |       |